# TÜRKAK

Türk Akreditasyon Kurumu (TÜRKAK) ist die türkische Akkreditierungsstelle. Sie wurde mit Gesetz Nr. 4457 vom 4. November 1999 gegründet. Ihren Sitz hat sie in Ankara und sie untersteht dem Außenministerium. Sie erfüllt die Aufgabe einer nationalen Konformitätsbewertungsstelle. Sie akkreditiert Labore, Zertifizierungs- und Akkreditierungsstellen.

## Gründungsgeschichte
Seit 2002 ist die TÜRKAK Vollmitglied der European Accreditation Association. Seit 2004 ist sie ordentliches Mitglied der International Laboratory Accreditation Cooperation (ILAC). Im Jahr 2006 wurde das Multilaterale Anerkennungsabkommen (MLA) mit der Europäischen Akkreditierungsvereinigung (EA) unterzeichnet.
Neben den inländischen Akkreditierungsaktivitäten, ist sie auch in den Länder Aserbaidschan, Usbekistan, Iran, Afghanistan, Saudi-Arabien, Türkische Republik Nordzypern, Rumänien und Libanon tätig.